# Делорье, Эрмас
Эрма́с Делорье́ (фр. Hermas Deslauriers; 21 октября 1879 год, Сен-Шарль-сюр-Ришельё — 28 мая 1941 года, Канада) — канадский политик и врач. Член Палаты общин Канады от избирательного округа Сент-Мэри (1917—1941). Избирался от Либеральной партии Канады; на выборах 1917 года представлял либералов Лорье.

## Биография
Эрмас Делорье родился 21 октября 1879 года в Сен-Шарль-сюр-Ришельё, провинция Квебек. Посещал семинарию в Сент-Иасенте, затем учился в Университете Лаваля. Получил профессию врача.
27 июня 1905 года Делорье женился на Люси Рено (фр. Lucie Renaud).
В декабре 1917 года одержал победу на федеральных выборах 1917 года в округе Сент-Мэри как кандидат от либералов Лорье — группы членов Либеральной партии во главе с Уилфридом Лорье, которые были противниками объединения с консерваторами в Юнионистскую партию. Был единственным кандидатом в своём округе. Переизбирался в качестве кандидата от Либеральной партии на альтернативных выборах в 1921, 1925, 1926, 1930, 1935 и 1940 годах.
Скончался 28 мая 1941 года, не успев завершить очередной срок в парламенте. На довыборах, прошедших после его смерти в округе Сент-Мэри, его сменил Гаспар Фотё, будущий лейтенант-губернатор Квебека.

## Внешние ссылки
- Делорье, Эрмас — Биография на официальном сайте Парламента Канады (англ.)